# Conquista de 1760
La Conquista (en francés: La Conquête, en inglés: The Conquest) es el término usado por los franco-canadienses, y por las autoridades británicas en tratados y leyes, para referirse a la adquisición o conquista de Canadá (Nueva Francia) por Gran Bretaña durante la Guerra franco-india (1754 – 1763). La palabra conquista aparece en el Tratado de París de 1763 (artículo XXIV), el Acta de Quebec de 1774 (artículo IV) y el Acta constitucional de 1791 (artículos IV y XXII).

## Historia
La campaña británica para conquistar Canadá comenzó en 1758 con la captura del puerto de Louisbourg. La campaña continuó con la victoria en la Batalla de las Llanuras de Abraham, en Quebec, en septiembre de 1759. A pesar de la derrota británica en la Batalla de Sainte-Foy de abril de 1760 en Quebec; la campaña por la conquista de Canadá terminó exitosamente con la capitulación francesa de Montreal el 8 de septiembre de 1760. 
La posesión de los territorios tomados por los británicos durante La Conquista fueron asegurados por el Tratado de París de 1763. De acuerdo al tratado, Francia cedió Canadá a Gran Bretaña a cambio de la devolución de Guadalupe (la cual tenía recursos ricos en azúcar) y el derecho de retener las islas de San Pedro y Miquelón  (acceso a la lucrativa pesca en el Océano Atlántico). Esto ha sido interpretado tradicionalmente por estudiosos como un indicador de las diferencias ideológicas entre británicos y franceses sobre un imperio. Mientras que los británicos se enfocaban mayormente en colonizar y retener territorios, los franceses se centraban mayormente en intereses mercantiles, aunque algunos estudiosos recientemente cuestionan o intentan complicar esta idea.
El Tratado de París de 1763 hizo de la porción norte de Nueva Francia (incluyendo Canadá y algunos territorios adicionales al sur y al oeste) oficialmente una colonia británica. El Acta de Quebec de 1774 confirmó el acuerdo previo. 
Gran Bretaña garantizó a los franco-canadienses que no serían deportados y sus bienes no serían confiscados, la práctica de la religión católica, el derecho de migrar a Francia y la igualdad de trato en el comercio de pieles (columna vertebral de la economía local).